# Dwór w Łagoszowie Małym
Dwór w Łagoszowie Małym – zabytkowy dwór wybudowany w pierwszej połowie XIX w., w miejscowości Łagoszów Mały – wsi w Polsce, w województwie dolnośląskim, w powiecie głogowskim, w gminie Jerzmanowa.

## Historia
Zabytek jest częścią zespołu dworskiego, w skład którego wchodzą zabudowania gospodarcze.